# Casey LaBow
Casey LaBow, nata Samantha Casey Labow (New York, 14 agosto 1986), è un'attrice statunitense.

## Filmografia parziale

### Cinema
- The Unknown, regia di Karl Kozak (2005)
- Skateland, regia di Anthony Burns (2010)
- The Twilight Saga: Breaking Dawn - Parte 1 (The Twilight Saga: Breaking Dawn – Part 1), regia di Bill Condon (2011)
- A Year in Mooring, regia di Chris Eyre (2011)
- The Twilight Saga: Breaking Dawn - Parte 2 (The Twilight Saga: Breaking Dawn – Part 2), regia di Bill Condon (2012)
- Free the Nipple, regia di Lina Esco (2013)
- Plush, regia di Catherine Hardwicke (2013)

### Televisione
- Backyards & Bullets - film TV (2007)
- CSI: NY - 3 episodi (2008-2009)
- Banshee - La città del male (Banshee) - 7 episodi (2016)

## Doppiatrici italiane
- Maria Letizia Scifoni in CSI: NY
- Emanuela Damasio in The Twilight Saga: Breaking Dawn - Parte 1
- Angela Brusa in Banshee - La città del male